# Skenholmen
Skenholmen ist eine Insel vor der Küste der größten schwedischen Insel Gotland. Sie liegt in deren Nordosten, südlich von Fårösund. Die Insel hat eine Fläche von 256,5 Hektar.
Skenholmen hat eine reiche Vogelfauna.
Dort brüten unter anderem Graugänse, Weißwangengans, mehrere hundert Paare von Eiderenten, Säbelschnäbler, Alpenstrandläufer, Kampfläufer, Goldregenpfeifer, Großer Brachvogel und Zwergseeschwalbe.
Im Winter halten sich oft Seeadler auf der Insel auf.
Zum Schutz der brütenden Vögel darf die Insel zwischen dem 15. März und dem 15. Juli nicht betreten werden.
Skenholmen ist fast vollständig baumlos und von Gras bedeckt. Auf der Insel wird zur Schafzucht betrieben.